# Carlos Barbero Cuesta
Carlos Barbero Cuesta (Burgos, 29 d'abril de 1991) és un ciclista espanyol, ja retirat, professional del 2012 al 2023. Durant la seva carrera esportiva va córrer als equips Movistar Team, NTT Pro Cycling i Lotto-Soudal, entre d'altres. Ha guanyat diferents curses a Portugal i a Espanya.
El 2015 va aconseguir el triomf a la Philadelphia Cycling Classic del calendari de l'UCI Amèrica Tour.

## Palmarès
- 2013
  - Vencedor d'una etapa a la Ronda de l'Isard d'Arieja
- 2014
  - 1r a la Volta a l'Alentejo
  - 1r al Circuit de Getxo
- 2015
  - 1r a la Philadelphia Cycling Classic
  - Vencedor d'una etapa a la Volta a la Comunitat de Madrid
  - Vencedor de 2 etapes al Tour de Beauce
  - Vencedor d'una etapa a la Volta a Burgos
- 2017
  - 1r a la Volta a l'Alentejo
  - 1r al Circuit de Getxo
  - Vencedor d'una etapa a la Volta a la Comunitat de Madrid
  - Vencedor d'una etapa a la Volta a Castella i Lleó
  - Vencedor d'una etapa a la Volta a Burgos
- 2018
  - Vencedor d'una etapa a la Volta a Castella i Lleó
  - Vencedor d'una etapa a la Volta a la Comunitat de Madrid
  - Vencedor d'una etapa de la Volta a Burgos
- 2019
  - Vencedor d'una etapa a la Volta a Àustria

### Resultats a la Volta a Espanya
- 2015. 149è de la classificació general
- 2020. 107è de la classificació general

### Resultats al Tour de França
- 2021. 124è de la classificació general